# Ichneumon lituratus
Ichneumon lituratus är en stekelart som beskrevs av Gmelin 1790. Ichneumon lituratus ingår i släktet Ichneumon och familjen brokparasitsteklar. Inga underarter finns listade i Catalogue of Life.